# Bertrand d'Ogeron de La Bouëre
Bertrand d'Ogeron de La Bouëre (Rochefort-sur-Loire, 1613 – Parigi, 1676) è stato un militare francese.
Governatore della Tortuga dal 1665, fu amato e rispettato da tutti i bucanieri. Rimpatriato nel 1674 per trattare questioni militari, morì durante la sua permanenza parigina.